# Pawel Sergejewitsch Kotschetkow
Pawel Sergejewitsch Kotschetkow (russisch Па́вел Серге́евич Кочетко́в, englisch Pavel Kochetkov; * 7. März 1986 in Kamensk-Uralski, Oblast Swerdlowsk, RSFSR, UdSSR) ist ein ehemaliger russischer Radrennfahrer.

## Karriere
Pawel Kotschetkow gewann 2007 bei dem U23-Rennen Giro delle Regioni mit der russischen Nationalmannschaft die vierte Etappe nach Cantagrillo di Serravalle. Bei der Weltmeisterschaft 2007 in Stuttgart startete er im Straßenrennen der U23-Klasse, wo er den 46. Platz belegte. Im nächsten Jahr wurde Kotschetkow jeweils Dritter bei der Trofeo Alcide Degasperi und bei der Trofeo Salvatore Morucci. Bei der Weltmeisterschaft in Varese wurde er 29. im U23-Straßenrennen.
2011 erhielt Kotschetkow einen Vertrag bei Itera-Katusha und blieb für zwei Jahre. In dieser Zeit gewann er je eine Etappe bei der Bulgarien-Rundfahrt und bei der Tour des Pays de Savoie. 2013 ging er zum russischen Zweitdivisionär RusVelo. Im Jahr darauf bekam er einen Vertrag beim UCI WorldTeam Katusha. 2015 trug er für zwei Tage das Blaue Trikot des Führenden in der Bergwertung beim Giro d’Italia.
Sein größter Erfolg ist bisher der Gewinn des russischen Meistertitels im Straßenrennen 2016. Zudem wurde Kotschetkow im selben Jahr für die Teilnahme an den Olympischen Spielen in Rio de Janeiro nominiert. Im Straßenrennen war er Teil einer sechsköpfigen Spitzengruppe; am Ende kam Platz 38 dabei heraus. Platz 28 belegte er beim olympischen Einzelzeitfahren.
Zur Saison 2020 wechselte Kotschetkow zum CCC Team, um bereits zur Folgesaison zum Team Gazprom-RusVelo weiterzuziehen. Weitere zählbare Erfolge gelangen ihm nicht mehr. Nachdem Gazprom-RusVelo als Reaktion auf den Russischen Überfall auf die Ukraine 2022 am 1. März 2022 die Lizenz widerrufen wurde, blieb er ohne Team und beendete seine Karriere als professioneller Radrennfahrer.

## Erfolge
2007
- eine Etappe Giro delle Regioni

2009
- Trofeo Alcide Degasperi
- Gran Premio Inda

2011
- eine Etappe Tour des Pays de Savoie
- eine Etappe Tour of Bulgaria

2012
- Mannschaftszeitfahren Circuit des Ardennes

2016
- Russischer Meister – Straßenrennen

## Grand-Tour-Platzierungen
| Grand Tour            | 2015 | 2016 | 2017 | 2018 | 2019 | 2020 |
| --------------------- | ---- | ---- | ---- | ---- | ---- | ---- |
| Giro d’ItaliaGiro     | 37   | 32   | DNF  | –    | –    | DNF  |
| Tour de FranceTour    | –    | –    | –    | 61   | –    | –    |
| Vuelta a EspañaVuelta | 76   | 39   | –    | 53   | 98   | –    |